# الهجوم على ستوديو أنميشن في كيوتو
تعرض مبنى كيوتو أنيميشن في مدينة كيوتو للحريق على يد شخص ياباني، وذلك بتاريخ 18 يوليو 2019، وبالتحديد عند الساعة 10 ونصف صباحاً بتوقيت اليابان، والسبب يعود إلى اقتحام شخص في استوديو أنميشين غاضباً وقال: موتوا، حيث تم القبض عليه وهو مصاب بالجروح، وتسبب الحريق بمقتل 35 شخصاً وإصابة 34 آخرين.

## الحادث
في صباح يوم الخميس 19 يوليو اندلع حريق في المبنى الأول لأستدويو كيوتو أنميشين في الساعة 10 صباحًا بتوقيت طوكيو أدى إلى مقتل 35 شخصًا. معظم الضحايا قد ماتوا نتيجة استنشاقهم لأول أكسيد الكربون. وألقت الشرطة اليابانية القبض على رجل يشتبه في أنه استخدم البنزين لإشعال النار وهو رجل يبلغ من العمر 41 عامًا ويعيش في مدينة سايتاما. وفور تلقيها بلاغ الحريق انطلقت فرق من رجال الإطفاء مكونة من 30 إطفائيًا إلى موقع الحادث وتمكنوا من إخماد الناشر في الساعة 3:19 مساءً أي بعد 5 ساعات من اشتعال المبنى. وبحسب تقرير من صحيفة كيوتو شيمبون فقد سمع السكان القريبون من الأستوديو صوت انفجار في الطابق الأول من المبنى، ونقلت قناة NHK عن رجل بأنه سمع صوت الانفجار في المبنى في الساعة 10:30 صباحًا لتندلع النيران بعدها في الطباق الثاني والثالث من المبنى. المبنى الأول لاستديو كيوتو يقع قرب محطة روكوزيجو في مدينة اوجي في كيوتو، ويتم في هذا المبنى معظم إنتاجات الرئيسية الخاصة بالاستديو. كما تملك الشركة مبنىً آخر في طوكيو ومبمنىً لأستوديو DO في مواقع أخرى. عدد الموظفين في المبنى كانوا حوالي 74 شخصًا عندما اندلع الحريق. السيد هيدياكي هاتا رئيس أستوديو كيوتو ذكر بأن الشركة “تتلقى في كثير من الأحيان تهديدات بالقتل كانت قد بدأت منذ عدة سنوات”.

## المتهم
ألقت الشرطة اليابانية القبض على رجل يدعى شينجي آبو (باليابانية: 青葉 真司) يشتبه في أنه استخدم البنزين لإشعال النار وهو رجل يبلغ من العمر 41 عامًا ويعيش في مدينة سايتاما. وقد تم اعتقاله في عام 2012 بتهمة السطو على متجر وحكم عليه بالسجن لمدة ثلاث سنوات ونصف، وبعد قضاء محكوميته انتقل المتهم إلى مجمع سكني حيث اشتكى منه جيرانه في العام الماضي وتم استدعاء الشرطة نتيجةً للإزعاج.
قام المتهم بشراء 40 لتر من البنزين بالقرب من المبنى الأول للأستديو في الساعة 10:00 صباحًا قبل اندلاع الحريق بنصف ساعة. التحقيقات الأولية كشفت بأن المشتبه به قد اشترى حاويات البنزين وعربة و قداحة من محل يبعد 5 كيلومترات عن الأستوديو الأول. وخضع المتهم للعلاج في أحد المستشفيات جراء إصابته بحروق خطيرة، وأستجوبته الشرطة بعد تتحسن حالته.

## الحكم القضائي
حكمت محكمة أوساكا العليا يوم 28 يناير/كانون الثاني 2025 على شينجي أوبا، بالإعدام بتهمة التسبب في حريق متعمد استهدف شركة كيوتو أنيمشين في يوليو/تموز 2019، وقد سحب شينجي استئنافه ضد الحكم الصادر بحقه، مما يُنهي القضية بشكل نهائي.